# Belvedere, South Carolina
Belvedere är en ort i Aiken County i delstaten South Carolina, USA.